# 秋香台本源氏物語系図
秋香台本源氏物語系図（しゅうこうだいほんげんじものがたりけいず）とは、古系図に分類される源氏物語系図の一つ。

## 概要
現在秋香台文庫の所蔵となっているため、この「秋香台本」の名称で呼ばれる。現状は折本1帖の形態であるが、もとは巻本であったとみられる痕跡を残している。外題・内題・奥書などは存在しない。本系図の書写された時期は近世初期と見られるものの、その内容は実隆本以前の古系図に分類されるもので、さらには多くの源氏物語古系図の中でも最も原初的な形態を残すとされる九条家本系統の源氏物語古系図の代表的な完本とされている。

## 九条家本系統
源氏物語古系図の中で祖本といえる九条家本は平安時代末期ないし鎌倉時代初期に書かれたものと見られ、当時の源氏物語の有様を知るための貴重な資料であるものの、この九条家本は系譜の中間部分しか残存していない零本であるため成立時の源氏物語古系図の姿を伺うには不十分であり、「九条家本系統」と呼ばれる九条家本に近く、かつ欠落部分の無い古系図によって補う必要がある。常磐井和子は、系譜部分が完全に残っている古系図の中で系譜部分に収められた人数が133人と一番少なく、かつ九条家本に見られる特徴的な人物呼称を共有するなど九条家本の現存部分と最もよく一致する「秋香台本古系図」を九条家本系統の諸系図の中で九条家本に最も近い古系図であるとした。その後、「巻本の形態である」・「血縁関係を線で繋げている」といった本古系図よりさらに九条家本により近い古系図「帝塚山短大本」が見いだされたものの、この「秋香台本古系図」は現在でも「帝塚山短大本」と並んで九条家本の欠落部分を補うことの出来る九条家本系統の代表的な古系図であるとされている重要な存在であり、また近世に入ってから書写されたこの「秋香台本」や「帝塚山短大本」といった絶対的な書写年代が新しい複数の古系図が書写時期のより古い他の多くの古系図と比べても古態をよく保っていることは、絶対的な書写年代が新しくともより古い時代の姿を探る手がかりとしての可能性を示すものとして注目されている。
| 名称                 | 九条家本          | 帝塚山短大本 | 秋香台本   |
| 系譜に収められた人数 | 117人（欠落あり） | 133人        | 133人      |
| 形態                 | 巻本              | 巻本         | 折本       |
| 血縁関係の表記       | 線で結ぶ          | 線で結ぶ     | 符丁による |

## 特徴
本系図は血縁関係を一般の系図のように線で繋げて表すのではなく、それぞれの人物の肩に朱書きで「一」・「二」・「三」といった数字を書くことで著しているという特徴を持つ。このような表現方法をとっている源氏物語系図はこれまで知られているものの中ではこの「秋香台本」のみである。
血統の明らかでない人物を列挙した「不入系譜」を持つが、そこに収められた人数は「不入系譜」を持つ古系図諸本の中で最も少なく、また女が2個所に分かれて掲載されて居るなど未整理で原初的な形態をとどめていると考えられる。

### 系譜部分
本古系図の系譜部分は記載されている人物の数や特徴的な人物呼称などの点で九条家本系統の古系図に属するものであると考えられる。

### 記載されている人物の数
系譜部分に収録されている人物の数は133人である。この系譜部分に収録されている人物の数を様々な古系図について調べ、人数順に並べてみると以下のようになる。
| 名称                     | 収録されている人数 | 備考                                                                   |
| ------------------------ | ------------------ | ---------------------------------------------------------------------- |
| 九条家本古系図           | 117人              | 但し欠損部分を近い系統の古系図で補うと133人から134人であると考えられる |
| 秋香台本古系図           | 133人              |                                                                        |
| 帝塚山短期大学蔵本古系図 | 133人              |                                                                        |
| 吉川本古系図             | 137人              |                                                                        |
| 伝為定本古系図           | 141人              |                                                                        |
| 国文研本古系図           | 163人              |                                                                        |
| 日本大学蔵本古系図       | 174人              |                                                                        |
| 為氏本古系図             | 177人              |                                                                        |
| 東京大学蔵本古系図       | 178人              |                                                                        |
| 伝清水谷実秋筆本古系図   | 179人              | B本・C本、専修寺秋香台文庫蔵                                           |
| 安養尼本古系図           | 189人              |                                                                        |
| 天文本古系図             | 187人              |                                                                        |
| 源氏物語巨細             | 189人              |                                                                        |
| 鶴見大学本古系図         | 189人              |                                                                        |
| 神宮文庫蔵本古系図       | 191人              |                                                                        |
| 正嘉本古系図             | 210人から214人     | 但し東海大学蔵本の現存部分のみだと202人                                |
| 学習院大学蔵本古系図     | 215人              |                                                                        |
| 伝後光厳院筆本古系図     | 235人              |                                                                        |

この人数を常磐井和子が唱えた系図に収録されている系譜部分の人数が少ないほど古く原型に近いものである」とする法則に当てはめると、この本系図は九条家本系統の完本である帝塚山短期大学蔵本古系図と同数の133人であり、九条家本及び帝塚山短期大学蔵本古系図と並ぶ最も原初的な形態の古系図にあたるということになる。

## 翻刻
- 「秋香台本古系図」『源氏物語古系図の研究』笠間書院、1973年（昭和48年）3月、pp. 331-360。